# Saint-Léonard—Saint-Michel
Pour les articles homonymes, voir Saint-Léonard et Saint-Michel.
Circonscription électorale fédérale du Canada
Saint-Léonard—Saint-Michel (auparavant Saint-Léonard) est une circonscription électorale fédérale sur l'île de Montréal, au Québec (Canada).
La circonscription est nommée en l'honneur de Léonard de Port-Maurice et de Michel l'Archange.

## Géographie
Elle se constitue de l'arrondissement de Saint-Léonard et des parties limitrophes de l'arrondissement de Villeray–Saint-Michel–Parc-Extension, composé du quartier Saint-Michel, de la ville de Montréal.
Elle comprend la partie de la ville de Montréal constituée de :
- l'arrondissement de Saint-Léonard, à l'exception de la partie située au nord et à l'ouest d'une ligne décrite comme suit : commençant à l'intersection de la limite nord-est dudit arrondissement avec la rue Bombardier; de là vers le sud-ouest suivant ladite rue jusqu'au boulevard Langelier; de là vers le nord-ouest suivant ledit boulevard et son prolongement jusqu'à la limite ouest de l'arrondissement de Saint-Léonard ;
- la partie de l'arrondissement de Villeray–Saint-Michel–Parc-Extension située au nord-ouest d'une ligne décrite comme suit : commençant à l'intersection de la limite nord-est dudit arrondissement (entre le boulevard Provencher et la 24e Avenue) avec l'autoroute 40 (autoroute Métropolitaine); de là vers le sud-ouest suivant ladite autoroute jusqu'à la 24e Avenue; de là vers le nord-ouest suivant ladite avenue jusqu'à la rue Jarry Est; de là vers le sud-ouest suivant ladite rue et le boulevard Crémazie Est jusqu'à la limite sud-ouest de l'arrondissement de Villeray–Saint-Michel–Parc-Extension.

Les circonscriptions limitrophes sont Papineau, Ahuntsic-Cartierville, Bourassa, Honoré-Mercier et Hochelaga—Rosemont-Est.

## Historique
Une première circonscription appelée Saint-Léonard est créée en 1976 avec des parties de Maisonneuve—Rosemont, Mercier et Saint-Michel. En 1977, elle prend le nom de Saint-Léonard—Anjou.
En 1987, une partie de cette circonscription, jointe à une partie de la circonscription de Gamelin, donne naissance à la circonscription, mais connue sous le nom de Saint-Léonard. Les limites de cette circonscription sont modifiées en 1996 et son nom change pour Saint-Léonard—Saint-Michel. Lors du redécoupage électoral de 2013, les limites de la circonscription changent peu, celle-ci gagnant une portion de territoire sur Ahuntsic-Cartierville mais perdant une autre en faveur de Papineau.
En 2023, lors du redécoupage électoral, la circonscription se voit retrancher au nord la partie comprise à l'est du boulevard Langelier entre la voie ferrée du Canadien National et la rue Bombardier, intégrée à la circonscription de Honoré-Mercier, et à l'est une partie du côté nord de la rue Bélanger entre la 24e Avenue et la rue de Pontoise.

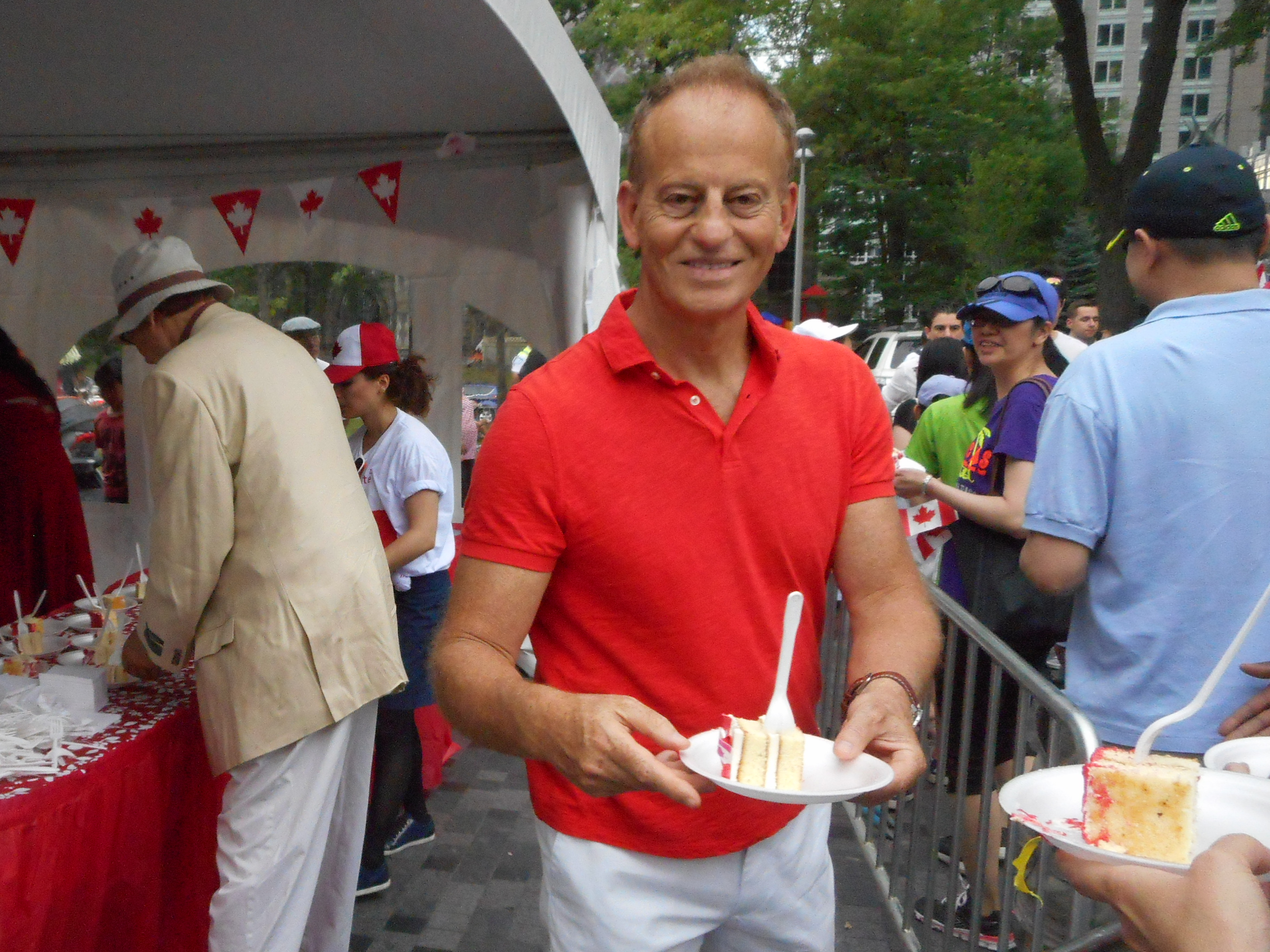
Nicolas Di Iorio, député de Saint-Léonard—Saint-Michel de 2015 à 2019.

## Députés
| Législature                                           | Années        | Député             | Parti | Parti       |
| ----------------------------------------------------- | ------------- | ------------------ | ----- | ----------- |
| Saint-Léonard issue de Gamelin et Saint-Léonard—Anjou |               |                    |       |             |
| 34e                                                   | 1988–1993     | Alfonso Gagliano   |       | Libéral     |
| 35e                                                   | 1993–1997     | Alfonso Gagliano   |       | Libéral     |
| Saint-Léonard—Saint-Michel                            |               |                    |       |             |
| 36e                                                   | 1997–2000     | Alfonso Gagliano   |       | Libéral     |
| 37e                                                   | 2000–2004     | Alfonso Gagliano   |       | Libéral     |
| 37e                                                   | 2002–2004     | Massimo Pacetti    |       | Libéral     |
| 38e                                                   | 2004–2006     | Massimo Pacetti    |       | Libéral     |
| 39e                                                   | 2006–2006     | Massimo Pacetti    |       | Libéral     |
| 40e                                                   | 2008–2011     | Massimo Pacetti    |       | Libéral     |
| 41e                                                   | 2011–2014     | Massimo Pacetti    |       | Libéral     |
| 41e                                                   | 2014–2015     | Massimo Pacetti    |       | Indépendant |
| 42e                                                   | 2015–2019     | Nicola Di Iorio    |       | Libéral     |
| 43e                                                   | 2019–2021     | Patricia Lattanzio |       | Libéral     |
| 44e                                                   | 2021–2025     | Patricia Lattanzio |       | Libéral     |
| 45e                                                   | 2025–en cours | Patricia Lattanzio |       | Libéral     |

## Résultats électoraux

### Tendances

#### Répartition des voix obtenu par les principaux partis
| |
| - Parti libéral - Parti conservateur - NPD - Bloc québécois - Parti vert - Parti populaire - Progressiste-conservateur (ancien) - Alliance canadienne (ancien) |

### Résultats détaillés

#### Saint-Léonard—Saint-Michel
|       | Candidat               | Parti              | # de voix | % des voix |
|       | Jean-Philippe Fournier | Conservateur       | +04 957,  | 11,13 %    |
|       | Steeve Gendron         | Bloc québécois     | +03 204,  | 7,19 %     |
|       | Nicola Di Iorio        | Libéral            | +28 826,  | 64,73 %    |
|       | Rosannie Filato        | NPD                | +06 611,  | 14,85 %    |
|       | Melissa Miscione       | Vert               | +00805,   | 1,81 %     |
|       | Arezki Malek           | Marxiste-léniniste | +00128,   | 0,29 %     |
| Total | Total                  | Total              | 44 531    | 100 %      |

|       | Candidat                  | Parti              | # de voix | % des voix |
|       | Riccardo De Ioris         | Conservateur       | +04 991,  | 13,76 %    |
|       | Alain Bernier             | Bloc québécois     | +03 396,  | 9,36 %     |
|       | Massimo Pacetti (sortant) | Libéral            | +15 340,  | 42,3 %     |
|       | Roberta Peressini         | NPD                | +11 720,  | 32,32 %    |
|       | Michael Di Pardo          | Vert               | +00657,   | 1,81 %     |
|       | Garnet Colly              | Marxiste-léniniste | +00162,   | 0,45 %     |
| Total | Total                     | Total              | 36 266    | 100 %      |